# Симонян, Ноемзар Сетраковна
Ноемзар Сетраковна Симонян (1911 год, Сухумский округ, Российская империя — дата смерти неизвестна) — звеньевая колхоза имени Сталина Гагрского района Абхазской АССР, Грузинская ССР. Герой Социалистического Труда (1949).

## Биография
Родилась в 1911 году в крестьянской семье в одном из сельских населённых пунктов Сухумского округа Кутаисской губернии.
Со второй половины 1940-х годов — рядовая колхозница, звеньевая табаководческого звена колхоза имени Сталина Гагрского района с центральной усадьбой в селе Гантиади (сегодня — Цандрыпш).
В 1948 году звено Ноемзар Симонян собрало в среднем с каждого гектара по 21,1 центнеров листьев табака сорта «Самсун № 27» на участке площадью 4,1 гектара. Указом Президиума Верховного Совета СССР от 3 мая 1949 года «за получение высоких урожаев кукурузы и табака в 1948 году» удостоена звания Героя Социалистического Труда с вручением ордена Ленина и золотой медали «Серп и Молот».
Этим же указом званием Героя Социалистического Труда были награждены агроном колхоза Михаил Дмитриевич Чичагуа и табаковод Екатерина Викторовна Цулая. В августе этого же года звание Героя Социалистического Труда также получила табаковод колхоза имени Сталина Азган Карапетовна Терзян.
Ранее в феврале 1948 года званием Героя Социалистического Труда был удостоен председатель колхоза имени Сталина Самуил Антонович Рухая.
После выхода на пенсию проживала в одном из сельских населённых пунктов Гагрского района.
Дата смерти не установлена.